# Tỉnh trưởng Chính phủ Nhân dân tỉnh Quảng Đông
Tỉnh trưởng Chính phủ Nhân dân tỉnh Quảng Đông (Tiếng Trung Quốc: 广东省人民政府省长, Bính âm Hán ngữ: Guǎng Dōng shěng rénmín zhèngfǔ shěng zhǎng, Quảng Đông tỉnh Nhân dân Chính phủ Tỉnh trưởng) được bầu cử bởi Đại hội Đại biểu nhân dân tỉnh Quảng Đông, lãnh đạo bởi thành viên của Đảng Cộng sản Trung Quốc. Cán bộ, công chức lãnh đạo, là Tỉnh trưởng Chính phủ Nhân dân tỉnh Quảng Đông có cấp bậc Bộ trưởng, thường là Ủy viên Ủy ban Trung ương Đảng Cộng sản Trung Quốc các khóa. Tỉnh trưởng Chính phủ Nhân dân là lãnh đạo thứ hai của tỉnh, đứng sau Bí thư Tỉnh ủy. Tỉnh trưởng Chính phủ Nhân dân tỉnh Quảng Đông đồng thời là Phó Bí thư Tỉnh ủy tỉnh Quảng Đông.
Trong lịch sử Cộng hòa Nhân dân Trung Hoa, chức vụ Tỉnh trưởng Chính phủ Nhân dân tỉnh Quảng Đông có các tên gọi là Chủ tịch Chính phủ Nhân dân tỉnh Quảng Đông (1949 - 1955), Tỉnh trưởng Ủy ban Nhân dân tỉnh Quảng Đông (1955 - 1967), Chủ nhiệm Ủy ban Quân Giải phóng Nhân dân Trung Quốc Kiểm soát tỉnh Quảng Đông (1967 - 1968), Chủ nhiệm Ủy ban Cách mạng tỉnh Quảng Đông (1968 - 1979), và Tỉnh trưởng Chính phủ Nhân dân tỉnh Quảng Đông (1979 đến nay). Tất cả các tên gọi này dù khác nhau nhưng cùng có ý nghĩa là Thủ trưởng Hành chính tỉnh Quảng Đông, tức nghĩa Tỉnh trưởng Chính phủ Nhân dân tỉnh Quảng Đông hiện nay.
Tỉnh trưởng Chính phủ Nhân dân tỉnh Quảng Đông hiện tại là Mã Hưng Thụy.

## Lịch sử

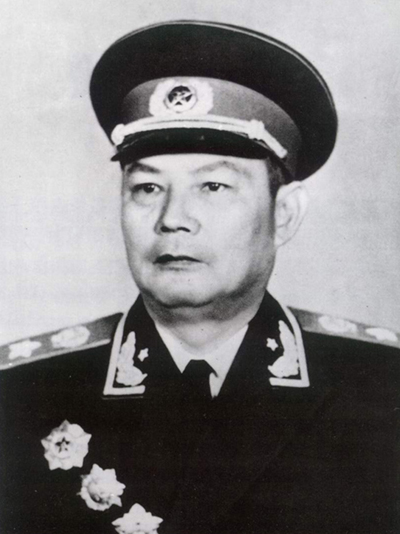
Diệp Kiếm Anh (1897 – 1986), Nguyên thủ quốc gia (1978 – 1983), Lãnh đạo Quốc gia, Thập đại Nguyên soái Cộng hòa Nhân dân Trung Hoa.

Năm 1954, Chu Ân Lai, Lưu Thiếu Kỳ và La Thụy Khanh được Đào Chú, Chủ tịch Chính phủ Nhân dân tỉnh Quảng Đông (đầu tiên từ trái sang) đi kiểm tra vườn hồ tiêu ở tỉnh Quảng Đông.

Tỉnh trưởng Chính phủ Nhân dân tỉnh Quảng Đông hiện tại là Mã Hưng Thụy, Ủy viên Ủy ban Trung ương Đảng Cộng sản Trung Quốc khóa XIX. Ông là một nhà khoa học vũ trụ hàng đầu của Trung Quốc.
Từ khi được thành lập là một tỉnh Trung Quốc cho đến nay, có nhiều điểm quan trọng trong lịch sử Quảng Đông, gồm cả lĩnh vực hành chính. Tháng 10 năm 1949, ngay sau khi tuyên bố thành lập Cộng hòa Nhân Dân Trung Hoa, Giải phóng quân Nhân dân Trung Quốc dưới sự chỉ huy của các tướng Lâm Bưu, Diệp Kiếm Anh, Trần Canh đã giành chiến thắng Trận Quảng Đông, chiếm Quảng Đông. Vào ngày 6 tháng 11 năm 1949, Chính phủ Nhân dân tỉnh Quảng Đông chính thức được thành lập bao gồm cả đảo Hải Nam. Thủ trưởng đầu tiên là Diệp Kiếm Anh, quản lý hành chính tỉnh từ 1949 – 1953, đặc biệt chú trọng nông nghiệp, những năm đầu đất nước độc lập khi ông là một tướng lãnh. Bên cạnh Quảng Đông, ông kiêm nhiệm quản lý khu vực Trung Nam. Về sau, ông là nguyên thủ quốc gia (1978 – 1983), là một trong Thập đại Nguyên soái Cộng hòa Nhân dân Trung Hoa, Ủy viên trưởng Ủy ban Thường vụ Đại hội Đại biểu Nhân dân Toàn quốc, Ủy viên Ban Thường vụ Bộ Chính trị Đảng Cộng sản Trung Quốc (vị trí thứ hai), Phó Chủ tịch thứ nhất Đảng Cộng sản Trung Quốc, nguyên Phó Chú tịch Quân ủy Trung ương Trung Quốc, Bộ trưởng Bộ Quốc phòng Trung Quốc. Ông đã nhân tố quan trọng tham gia lật đổ Tứ nhân bang. Sau đó có Quyền Chủ tịch tỉnh Phương Phương (方方. 1904 – 1971) chỉ trong năm 1953 và Đào Chú (陶铸. 1908 – 1969) giai đoạn (1953 – 1957).
Từ năm 1955 đến 1969, cơ quan hành chính mang tên Ủy ban Nhân dân tỉnh Quảng Đông. Thủ trưởng là Chủ tịch, gồm Đào Chú (1953 – 1957), Trần Úc (陈郁. 1901 – 1974) giai đoạn (1957 – 1967), Lâm Lý Minh (林李明. 1910 – 1977) giai đoạn quyền năm 1965. Trong những chính khách này, Đào Chú sau đó trở thành Lãnh đạo cấp Phó Quốc gia, Ủy viên Bộ Chính trị, Phó Tổng lý Quốc vụ viện, Bí thư Ban Bí thư Trung ương, Trưởng Ban Tuyên truyền Trung ương, Bí thư Quảng Đông. Trần Úc tham chiến nhiều năm cùng Cộng sản Đảng, từng giữ vị trí Ủy viên Bộ Chính trị khóa VI thời kỳ trước thành lập nhà nước. Khi Trung Quốc ra đời, ông công tác ở Quảng Đông 10 năm rồi trở về trung ương giữ chức Bộ trưởng các bộ công nghiệp trước khi qua đời.
Ngày 20 tháng 2 năm 1968, Ủy ban Cách mạng tỉnh Quảng Đông được thành lập. Cơ quan tồn tại từ năm 1968 đến 1979 với việc bổ nhiệm các Thủ trưởng đặc biệt. Có tới bốn vị tướng quân trong giai đoạn này. Nhiệm kỳ có năm người: Hoàng Vĩnh Thắng (1967 – 1969), Lưu Hưng Nguyên (刘兴元. 1908 – 1990) giai đoạn (1969 – 1972), Đinh Thịnh (丁盛. 1913 – 1999) giai đoạn (1972 – 1974), Triệu Tử Dương (1974 – 1975), Vi Quốc Thanh. Triệu Tử Dương làm thủ trưởng trong hơn một năm, sau đó được chuyển tới Tứ Xuyên công tác, lãnh đạo quốc gia sau này. Bốn Chủ nhiệm Ủy ban Cách mạng tỉnh Quảng Đông còn lại đều là tướng quân, hai lãnh đạo cao cấp: Lãnh đạo cấp Phó Quốc gia Hoàng Vĩnh Thắng, Thượng tướng Quân Giải phóng Nhân dân Trung Quốc, nguyên Ủy viên Bộ Chính trị Đảng Cộng sản Trung Quốc, nguyên Tổng tham mưu trưởng Bộ Tham mưu liên hợp Quân ủy Trung ương Trung Quốc, nguyên Bí thư Tỉnh ủy tỉnh Quảng Đông. Lãnh đạo cấp Phó Quốc gia Vi Quốc Thanh (1913 – 1989), Thượng tướng Quân Giải phóng Nhân dân Trung Quốc, nguyên Ủy viên Bộ Chính trị Đảng Cộng sản Trung Quốc, nguyên Phó Ủy viên trưởng Ủy ban Thường vụ Đại hội Đại biểu Nhân dân Toàn quốc, nguyên Bí thư Tỉnh ủy tỉnh Quảng Đông, nguyên Chủ nhiệm Tổng cục Chính trị Quân Giải phóng Nhân dân Trung Quốc, nguyên Phó Chủ tịch Ủy ban Toàn quốc Hội nghị Hiệp thương Chính trị Nhân dân Trung Quốc. Trong đó, Thượng tướng Vi Quốc Thanh cùng Đại tướng Trần Canh được Trung Quốc cử sang Việt Nam những năm 1950 – 1953, làm cố vốn, phụ tá Hồ Chí Minh, hỗ trợ Võ Nguyên Giáp trong Chiến tranh Đông Dương, chống Pháp.

Tháng 12 năm 1979, Ủy ban Cách mạng tỉnh Quảng Đông bị bãi bỏ và Chính quyền Nhân dân tỉnh Quảng Đông được tái lập. Tỉnh trưởng Chính phủ Nhân dân tỉnh Quảng Đông từ năm 1979 là Tập Trọng Huân, ông đã chỉ đạo cải cách hành chính quan trọng, tạo độc lực cơ bản để Quảng Đông bứt phá. Năm 1978, Đặng Tiểu Bình quyết định mở cửa Trung Quốc. Tại Quảng Đông, Tập Trọng Huân đã báo cáo và thuyết phục trung ương về đẩy mạnh kinh tế Quảng Đông. Vào ngày 15 tháng 7 năm 1979, Ủy ban Trung ương Đảng Cộng sản Trung Quốc và Quốc vụ viện quyết định giành quyền tự chủ kinh tế nhiều hơn cho hoạt động kinh tế đối ngoại của tỉnh Quảng Đông và Phúc Kiến. Vào ngày 26 tháng 8 năm 1980, cuộc họp lần thứ mười lăm của Ủy ban Thường vụ Đại hội Đại biểu Nhân dân Toàn quốc lần thứ năm đã thông qua việc thành lập các đặc khu kinh tế tại Thâm Quyến, Châu Hải và Sán Đầu ở tỉnh Quảng Đông.
| “                                                | "Bây giờ tôi đã nghỉ hưu, tôi phải sống ở Thâm Quyến và phục hồi sức khỏe ở Thâm Quyến. Thâm Quyến là nhà của tôi, tôi muốn xem Thâm Quyến phát triển." | ” |
| — Tập Trọng Huân, ở tại Thâm Quyến lúc nghỉ hưu. | |   |

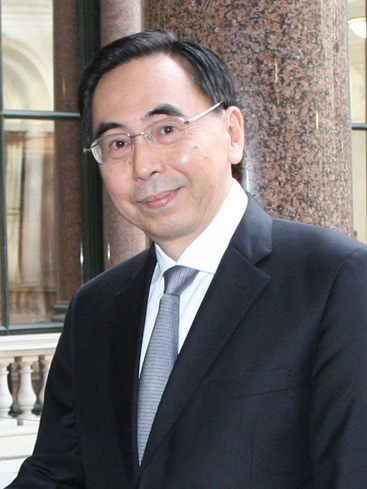
Chu Tiểu Đan, Tỉnh trưởng Quảng Đông 2011 – 2016.

Tập Trọng Huân từng là Ủy viên Bộ Chính trị Đảng Cộng sản Trung Quốc, Phó Tổng lý Quốc vụ viện, ông thanh trừng trong Đại Cách mạng Văn hóa vô sản, ngược đãi gần 15 năm từ 1965 – 1978. Đến năm 1978 ông mới được khôi phục, điều tới làm Lãnh đạo Quảng Đông. Ông đã tạo ra cách mạng kinh tế, phát triển Quảng Đông mạnh mẽ. Những cống hiến mà ông đóng góp là vô cùng đặc sắc và quan trọng cho Trung Quốc thế kỷ mới. Sau đó, ông là Phó Ủy viên trưởng thứ nhất Ủy ban Thường vụ Đại hội Đại biểu Nhân dân Toàn quốc. Dù trước hay sau những năm bị thành trừng, ông đều là Lãnh đạo cấp Phó Quốc gia. Một người con trai của ông là Tập Cận Bình, đương nhiệm Tổng Bí thư Đảng Cộng sản Trung Quốc, Chủ tịch nước Cộng hòa Nhân dân Trung Hoa, lãnh đạo tối cao thứ sáu của Trung Quốc.
Từ năm 1981 đến nay, có tám Tỉnh trưởng Chính phủ Nhân dân tỉnh Quảng Đông kế nhiệm Tập Trọng Huân, thường là chức vụ cuối cùng trước khi nghỉ hưu (không điều chuyển hay thăng chức), bốn người Quảng Đông. Ngoại trừ lãnh đạo đặc biệt Tập Trọng Huân, chưa có Tỉnh trưởng Quảng Đông nào trong những năm này trở thành Bí thư Quảng Đông, khi mà Bí thư Quảng Đông trở thành một chức vụ quan trọng, Ủy viên Bộ Chính trị, hàm Lãnh đạo cấp Phó Quốc gia. Một trong các nhiệm vụ quan trọng của Tỉnh trưởng Chính phủ Nhân dân tỉnh Quảng Đông là chỉ đạo phát triển kinh tế tỉnh. Nhiệm kỳ có Lưu Điền Phu (刘田夫. 1908 – 2002) giai đoạn (1981 – 1983), Lương Linh Quang (梁灵光. 1916 – 2006) giai đoạn (1983 – 1985), Diệp Tuyến Bình (叶选平. 1924 – 2019) giai đoạn (1985 – 1991), Chu Sâm Lâm (朱森林. 1930) giai đoạn (1991 – 1996), Lô Thụy Hoa (卢瑞华. 1938) giai đoạn (1996 – 2003), Hoàng Hoa Hoa (2003 – 2011), Chu Tiểu Đan (2011 – 2016). Trong đó Diệp Tuyến Bình là con trai cả của cựu lãnh đạo Diệp Kiếm Anh.

## Danh sách Tỉnh trưởng Chính phủ Nhân dân tỉnh Quảng Đông
Từ năm 1949 tính đến hiện tại, Chính phủ Nhân dân tỉnh Quảng Đông có 19 Tỉnh trưởng Chính phủ Nhân dân.
| STT                                                         | Tên                                                       | Quê quán                                                  | Sinh năm                                                  | Nhiệm kỳ                                                  | Chức vụ về sau (gồm hiện) | Chức vụ trước, tình trạng                                                                         |
| Chủ tịch Chính phủ Nhân dân tỉnh Quảng Đông (1949 - 1955)   | Chủ tịch Chính phủ Nhân dân tỉnh Quảng Đông (1949 - 1955) | Chủ tịch Chính phủ Nhân dân tỉnh Quảng Đông (1949 - 1955) | Chủ tịch Chính phủ Nhân dân tỉnh Quảng Đông (1949 - 1955) | Chủ tịch Chính phủ Nhân dân tỉnh Quảng Đông (1949 - 1955) | Chủ tịch Chính phủ Nhân dân tỉnh Quảng Đông (1949 - 1955) | Chủ tịch Chính phủ Nhân dân tỉnh Quảng Đông (1949 - 1955)                                         |
| ----------------------------------------------------------- | --------------------------------------------------------- | --------------------------------------------------------- | --------------------------------------------------------- | --------------------------------------------------------- | --- | ------------------------------------------------------------------------------------------------- |
| 1                                                           | Diệp Kiếm Anh                                             | Mai Huyện Quảng Đông.                                     | 1897 - 1986                                               | 11/1949 - 09/1953                                         | Nguyên thủ quốc gia hạng cận tối cao (1978 - 1983), Thập đại Nguyên soái Cộng hòa Nhân dân Trung Hoa, Nguyên Ủy viên trưởng Ủy ban Thường vụ Đại hội Đại biểu Nhân dân Toàn quốc (1978 - 1983), Nguyên Ủy viên Ban Thường vụ Bộ Chính trị Đảng Cộng sản Trung Quốc khóa X, XI, XII (vị trí thứ hai), Nguyên Phó Chủ tịch thứ nhất Đảng Cộng sản Trung Quốc, Nguyên Phó Chú tịch Quân ủy Trung ương Trung Quốc, Nguyên Bí thư thứ nhất Tỉnh ủy tỉnh Quảng Đông, Nguyên Tổng Thư ký Quân ủy Trung ương Trung Quốc, Nguyên Bộ trưởng Bộ Quốc phòng Trung Quốc, Nguyên Bí thư Phân cục Hoa Đông Trung ương Đảng Cộng sản Trung Quốc, Nguyên Viện trưởng Viện Hàn lâm Khoa học Quân sự Trung Quốc, Nguyên Chủ tịch Chính phủ Nhân dân thành phố Bắc Kinh. | Lãnh đạo quốc gia, Tỉnh trưởng Quảng Đông đầu tiên, qua đời năm 1986 tại Bắc Kinh.                |
| 2                                                           | Phương Phương                                             | Yết Dương Quảng Đông                                      | 1904 - 1971                                               | 1953                                                      | Nguyên Quyền Chủ tịch Chính phủ Nhân dân tỉnh Quảng Đông (1953), Nguyên Phó Trưởng Ban Công tác Mặt trận Thống nhất Trung ương Đảng Cộng sản Trung Quốc. | Qua đời năm 1971.                                                                                 |
| 3                                                           | Đào Chú                                                   | Kỳ Dương Hồ Nam                                           | 1908 - 1969                                               | 09/1953 - 02/1955                                         | Nguyên Ủy viên Bộ Chính trị Đảng Cộng sản Trung Quốc, Nguyên Phó Tổng lý Quốc vụ viện, Nguyên Trưởng Ban Tuyên truyền Ủy ban Trung ương Đảng Cộng sản Trung Quốc, Nguyên Bí thư Ban Bí thư Ủy ban Trung ương Đảng Cộng sản Trung Quốc Nguyên Bí thư thứ nhất Tỉnh ủy tỉnh Quảng Đông, Nguyên Hiệu trưởng Đại học Tế Nam. | Qua đời năm 1969 ở Hợp Phì.                                                                       |
| Tỉnh trưởng Ủy ban Nhân dân tỉnh Quảng Đông (1955 - 1967)   |                                                           |                                                           |                                                           |                                                           | |                                                                                                   |
| 3                                                           | Đào Chú                                                   | Kỳ Dương Hồ Nam                                           | 1908 - 1969                                               | 02/1955 - 11/1957                                         | Nguyên Ủy viên Bộ Chính trị Đảng Cộng sản Trung Quốc, Nguyên Phó Tổng lý Quốc vụ viện, Nguyên Trưởng Ban Tuyên truyền Ủy ban Trung ương Đảng Cộng sản Trung Quốc, Nguyên Bí thư Ban Bí thư Ủy ban Trung ương Đảng Cộng sản Trung Quốc Nguyên Bí thư thứ nhất Tỉnh ủy tỉnh Quảng Đông, Nguyên Hiệu trưởng Đại học Tế Nam. | Qua đời năm 1969 ở Hợp Phì.                                                                       |
| 4                                                           | Trần Úc                                                   | Thâm Quyến Quảng Đông                                     | 1901 - 1974                                               | 08/1957 - 11/1967                                         | Nguyên Bộ trưởng Bộ Công nghiệp nhiên liệu Trung Quốc (đã giải thể). Nguyên Hiệu trưởng Đại học Công nghệ và Khai thác Trung Quốc, Nguyên Bộ trưởng Bộ Công nghiệp than Trung Quốc (đã giải thể). | Qua đời năm 1974 tại Quảng Châu.                                                                  |
| 5                                                           | Lâm Lý Minh                                               | Văn Xương Quảng Đông                                      | 1910 - 1977                                               | 1965                                                      | Nguyên Quyền Tỉnh trưởng Chính phủ Nhân dân tỉnh Quảng Đong (1965). | Qua đời năm 1977 tại Quảng Đông.                                                                  |
| 6                                                           | Hoàng Vĩnh Thắng                                          | Hàm Ninh Hồ Bắc                                           | 1910 - 1983                                               | 11/1967 - 02/1968                                         | Thượng tướng Quân Giải phóng Nhân dân Trung Quốc, Nguyên Ủy viên Bộ Chính trị Đảng Cộng sản Trung Quốc, Nguyên Tổng tham mưu trưởng Bộ Tổng tham mưu Quân Giải phóng Nhân dân Trung Quốc, Nguyên Bí thư thứ nhất Tỉnh ủy tỉnh Quảng Đông, Nguyên Tư lệnh Quân khu Quảng Châu. | Qua đời năm 2007 tại Thanh Đảo.                                                                   |
| Chủ nhiệm Ủy ban Cách mạng tỉnh Quảng Đông (1967 - 1979)    |                                                           |                                                           |                                                           |                                                           | |                                                                                                   |
| 6                                                           | Hoàng Vĩnh Thắng                                          | Hàm Ninh Hồ Bắc                                           | 1910 - 1983                                               | 02/1968 - 06/1969                                         | Thượng tướng Quân Giải phóng Nhân dân Trung Quốc, Nguyên Ủy viên Bộ Chính trị Đảng Cộng sản Trung Quốc, Nguyên Tổng tham mưu trưởng Bộ Tổng tham mưu Quân Giải phóng Nhân dân Trung Quốc, Nguyên Bí thư thứ nhất Tỉnh ủy tỉnh Quảng Đông, Nguyên Tư lệnh Quân khu Quảng Châu. | Qua đời năm 2007 tại Thanh Đảo.                                                                   |
| 7                                                           | Lưu Hưng Nguyên                                           | Cử Nam Sơn Đông                                           | 1908 - 1990                                               | 06/1969 - 14/1972                                         | Trung tướng Giải phóng quân Nhân dân Trung Quốc, Nguyên Tư lệnh Quân khu Thành Đô, Nguyên Bí thư Tỉnh ủy tỉnh Quảng Đông, Nguyên Tỉnh trưởng Chính phủ Nhân dân tỉnh Tứ Xuyên, Nguyên Bí thư Tỉnh ủy tỉnh Tứ Xuyên. | Qua đời năm 1990 tại Bắc Kinh.                                                                    |
| 8                                                           | Đinh Thịnh                                                | Vu Đô Giang Tây                                           | 1913 - 1999                                               | 04/1972 - 04/1974                                         | Thiếu tướng Giải phóng quân Nhân dân Trung Quốc, Nguyên Bí thư thứ nhất Tỉnh ủy tỉnh Quảng Đông, Nguyên Tư lệnh Quân khu Nam Kinh, Nguyên Tư lệnh Quân khu Quảng Châu. | Qua đời năm 1999 tại Quảng Châu.                                                                  |
| 9                                                           | Triệu Tử Dương                                            | An Dương Hà Nam                                           | 1919 - 2005                                               | 04/1974 - 10/1975                                         | Nguyên nhà lãnh đạo quốc gia (cận tối cao), Nguyên Tổng Bí thư Đảng Cộng sản Trung Quốc (1987 - 1989), Nguyên Tổng lý Quốc vụ viện Cộng hòa Nhân dân Trung Hoa (1980 - 1987), Nguyên Ủy viên Ban Thường vụ Bộ Chính trị Đảng Cộng sản Trung Quốc (1977 - 1999), lãnh đạo các vị trí thứ tư, thứ nhất, Nguyên Phó Chủ tịch thứ nhất Ủy ban Quân sự Trung ương Đảng Cộng sản Trung Quốc, Nguyên Phó Chủ tịch Đảng Cộng sản Trung Quốc, Nguyên Bí thư Tỉnh ủy tỉnh Quảng Đông, Nguyên Bí thư Tỉnh ủy tỉnh Tứ Xuyên, Nguyên Chủ nhiệm Ủy ban Cách mạng tỉnh Tứ Xuyên, Nguyên Phó Chủ tịch Ủy ban Toàn quốc Hội nghị Hiệp thương Chính trị Nhân dân Trung Quốc.                                                                                           | Lãnh đạo quốc gia, bị thanh trừ năm 1989 tại Sự kiện Thiên An Môn. qua đời năm 2005 tại Bắc Kinh. |
| 10                                                          | Vi Quốc Thanh                                             | Đông Lan Quảng Tây                                        | 1913 - 1989                                               | 10/1975 - 01/1979                                         | Thượng tướng Quân Giải phóng Nhân dân Trung Quốc, Nguyên Ủy viên Bộ Chính trị Đảng Cộng sản Trung Quốc, Nguyên Phó Ủy viên trưởng Ủy ban Thường vụ Đại hội Đại biểu Nhân dân Toàn quốc, Nguyên Bí thư thứ nhất Tỉnh ủy tỉnh Quảng Đông, Nguyên Bí thư Khu ủy Khu tự trị dân tộc Choang Quảng Tây, Nguyên Chủ nhiệm Ủy ban Cách mạng Khu tự trị dân tộc Choang Quảng Tây, Nguyên Chủ nhiệm Tổng cục Chính trị Quân Giải phóng Nhân dân Trung Quốc, Nguyên Phó Chủ tịch Ủy ban Toàn quốc Hội nghị Hiệp thương Chính trị Nhân dân Trung Quốc, Nguyên Chính ủy Quân khu Quảng Châu. | Mất năm 1989 tại Bắc Kinh.                                                                        |
| Tỉnh trưởng Chính phủ Nhân dân tỉnh Quảng Đông (1979 - nay) |                                                           |                                                           |                                                           |                                                           | |                                                                                                   |
| 11                                                          | Tập Trọng Huân                                            | Phú Bình Thiểm Tây.                                       | 1913 - 2002                                               | 01/1979 - 03/1981                                         | Nguyên Phó Tổng lý Quốc vụ viện Cộng hòa Nhân dân Trung Hoa, Nguyên Phó Ủy viên trưởng thứ nhất Ủy ban Thường vụ Đại hội Đại biểu Nhân dân Toàn quốc, Nguyên Ủy viên Bộ Chính trị Đảng Cộng sản Trung Quốc, Nguyên Trưởng Ban Tuyên truyền Trung ương Đảng Cộng sản Trung Quốc, Nguyên Bí thư Ban Bí thư Ủy ban Trung ương Đảng Cộng sản Trung Quốc, Nguyên Bí thư thứ nhất Tỉnh ủy tỉnh Quảng Đông, Nguyên Tổng Thư ký Quốc vụ viện Trung Quốc. | Mất năm 2002 tại Bắc Kinh.                                                                        |
| 12                                                          | Lưu Điền Phu                                              | Quảng An, Tứ Xuyên.                                       | 1908 - 2002                                               | 02/1981 - 04/1983                                         | Nguyên Ủy viên Ủy ban Cố vấn Trung ương Đảng Cộng sản Trung Quốc. | Qua đời năm 2002 tại Quảng Châu.                                                                  |
| 13                                                          | Lương Linh Quang                                          | Tuyền Châu Phúc Kiến                                      | 1916 - 2006                                               | 04/1983 - 08/1985                                         | Nguyên Bộ trưởng Bộ Công nghiệp nhẹ Trung Quốc (đã giải thể). | Qua đời năm 2006 tại Quảng Châu.                                                                  |
| 14                                                          | Diệp Tuyến Bình                                           | Mai Huyện Quảng Đông.                                     | 1924 - 2019                                               | 08/1985 - 05/1991                                         | Nguyên Phó Chủ tịch Ủy ban Toàn quốc Hội nghị Hiệp thương Chính trị Nhân dân Trung Quốc. | Qua đời năm 2019 tại Quảng Châu.                                                                  |
| 15                                                          | Chu Sâm Lâm                                               | Thượng Hải                                                | 1930 -                                                    | 05/1991 - 02/1996                                         | Nguyên Tỉnh trưởng Chính phủ Nhân dân tỉnh Quảng Đông. | Trước đó là Phó Bí thư Tỉnh uỷ tỉnh Quảng Đông.                                                   |
| 16                                                          | Lô Thụy Hoa                                               | Triều Châu Quảng Đông                                     | 1938 -                                                    | 02/1996 - 01/2003                                         | Nguyên Ủy viên Ủy ban Thường vụ Đại hội Đại biểu Nhân dân Toàn quốc Cộng hòa Nhân dân Trung Hoa. | Trước đó là Phó Bí thư Tỉnh uỷ tỉnh Quảng Đông.                                                   |
| 17                                                          | Hoàng Hoa Hoa                                             | Hưng Ninh Quảng Đông                                      | 1946 -                                                    | 01/2003 - 11/2011                                         | Phó Chủ nhiệm Uỷ ban Hoa Kiều, Đại hội Đại biểu Nhân dân Toàn quốc. Nguyên Tỉnh trưởng Chính phủ Nhân dân tỉnh Quảng Đông. | Trước đó là Phó Bí thư Tỉnh uỷ tỉnh Quảng Đông, Bí thư Thị ủy Quảng Châu.                         |
| 18                                                          | Chu Tiểu Đan                                              | Quảng Châu Quảng Đông                                     | 1953 -                                                    | 11/2011 - 12/2016                                         | Phó Chủ nhiệm Uỷ ban Kinh tế Tài chính, Đại hội Đại biểu Nhân dân Toàn quốc. Nguyên Tỉnh trưởng Chính phủ Nhân dân tỉnh Quảng Đông. | Trước đó là Phó Bí thư Tỉnh uỷ tỉnh Quảng Đông, Bí thư Thị ủy Quảng Châu.                         |
| 19                                                          | Mã Hưng Thụy.                                             | Song Áp Sơn Hắc Long Giang                                | 1959 -                                                    | 12/2016 -                                                 | Ủy viên Ủy ban Trung ương Đảng Cộng sản Trung Quốc khóa XIX, Phó Bí thư Tỉnh ủy tỉnh Quảng Đông, Tỉnh trưởng Chính phủ Nhân dân tỉnh Quảng Đông. | Trước đó là Phó Bí thư Tỉnh ủy, Bí thư Thị ủy Thâm Quyến.                                         |

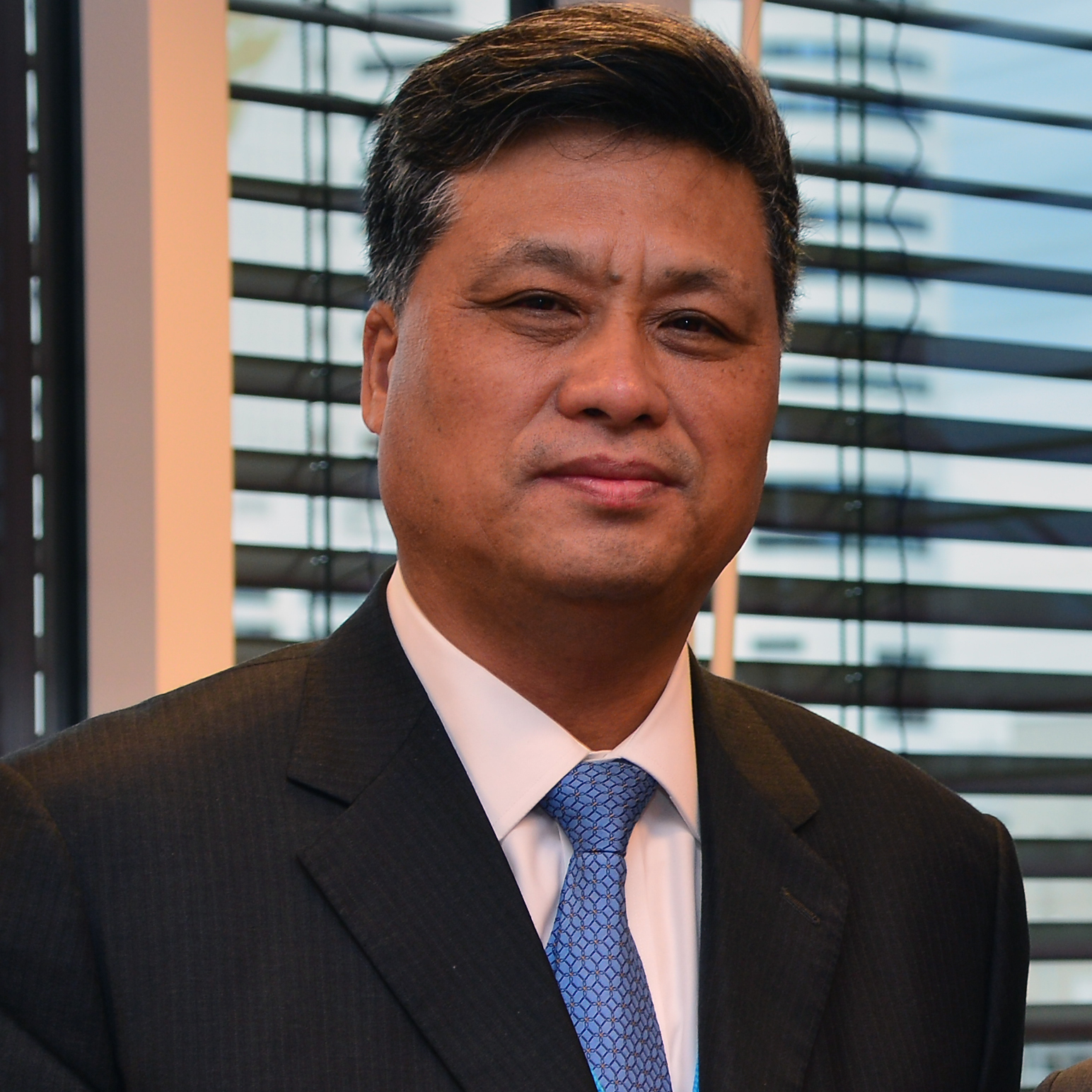
Mã Hưng Thụy (1959 -), Ủy viên Ủy ban Trung ương Đảng Cộng sản Trung Quốc khóa XIX, Tỉnh trưởng Chính phủ Nhân dân tỉnh Quảng Đông.
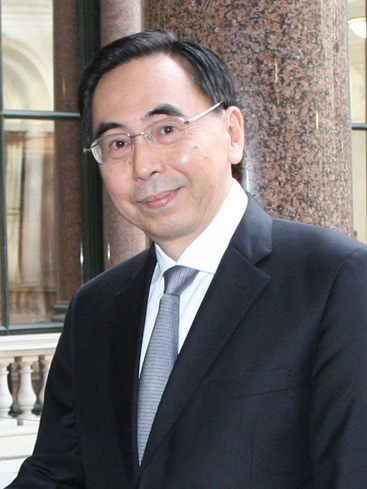
Chu Tiểu Đan (1953 -), nguyên Tỉnh trưởng Chính phủ Nhân dân tỉnh Quảng Đông (2011 - 2016).
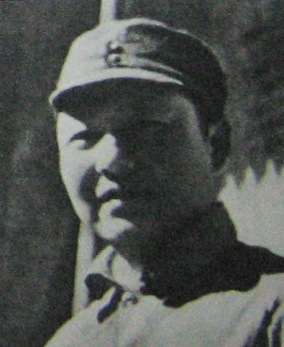
Tập Trọng Huân (1913 - 2002), nguyên Ủy viên Bộ Chính trị Đảng Cộng sản Trung Quốc, nguyên Phó Tổng lý Quốc vụ viện, nguyên Phó Ủy viên trưởng thứ nhất Ủy ban Thường vụ Đại hội Đại biểu Nhân dân Toàn quốc, nguyên Bí thư Tỉnh ủy tỉnh Quảng Đông, Tỉnh trưởng Chính phủ Nhân dân tỉnh Quảng Đông (1979 - 1981).
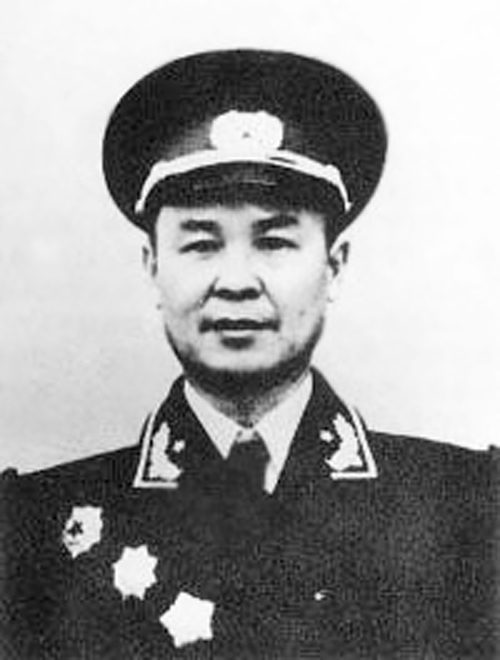
Vi Quốc Thanh (1913 - 1989), Thượng tướng Quân Giải phóng Nhân dân Trung Quốc, nguyên Ủy viên Bộ Chính trị Đảng Cộng sản Trung Quốc, nguyên Phó Ủy viên trưởng Ủy ban Thường vụ Đại hội Đại biểu Nhân dân Toàn quốc, nguyên Bí thư Tỉnh ủy tỉnh Quảng Đông, Tỉnh trưởng Chính phủ Nhân dân tỉnh Quảng Đông (1975 - 1979).
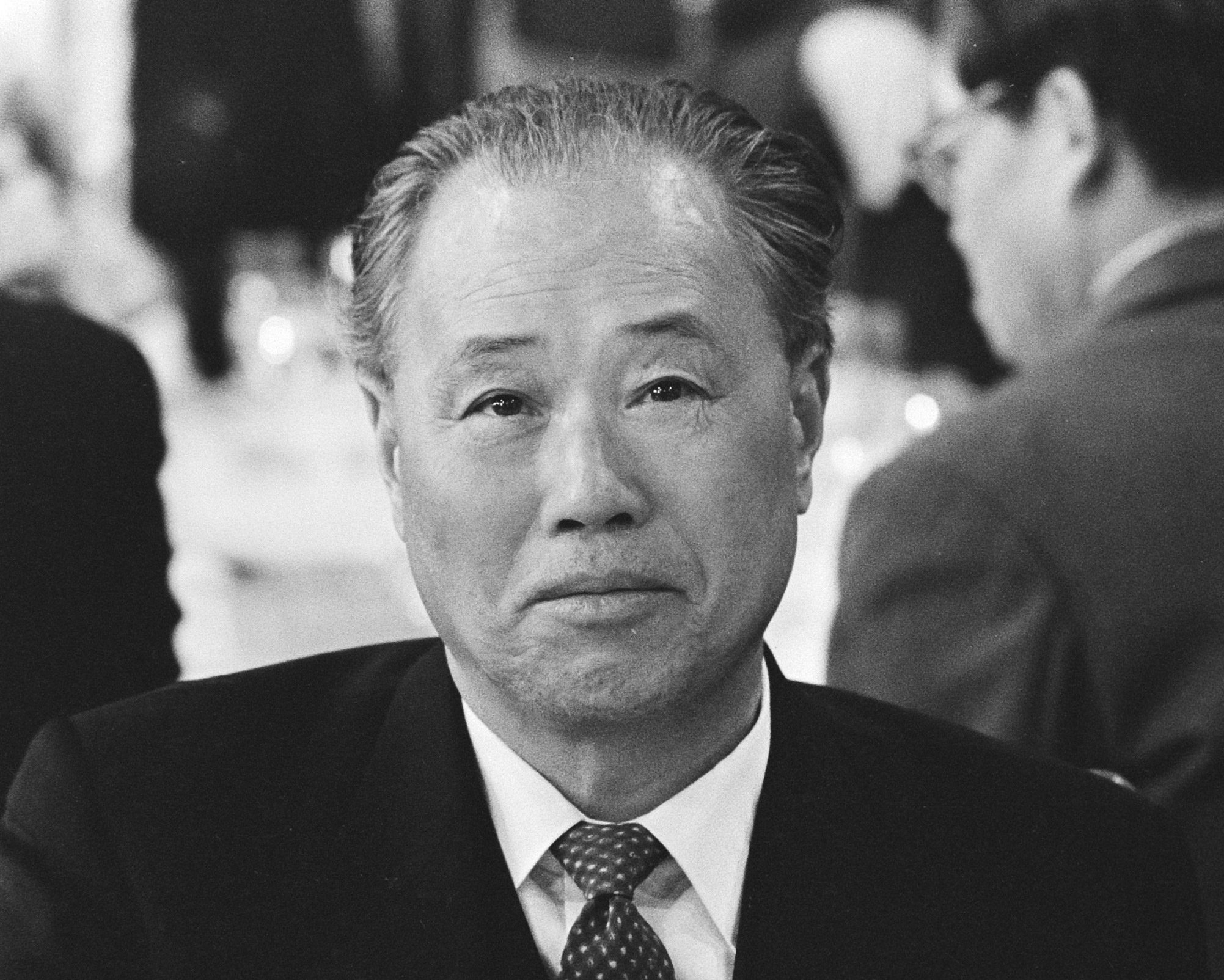
Triệu Tử Dương (1919 - 2005), lãnh đạo quốc gia, nguyên Tổng Bí thư Đảng Cộng sản Trung Quốc (1987 - 1989), nguyên Tổng lý Quốc vụ viện Cộng hòa Nhân dân Trung Hoa, nguyên Ủy viên Ban Thường vụ Bộ Chính trị Đảng Cộng sản Trung Quốc (1977 - 1989), nguyên Chủ nhiệm Ủy ban Cách mạng tỉnh Quảng Đông (1974 - 1975).
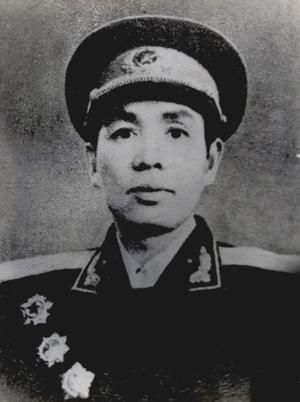
Đinh Thịnh (1913 - 1999), Thiếu tướng Giải phóng quân Nhân dân Trung Quốc, nguyên Bí thư Tỉnh ủy tỉnh Quảng Đông, nguyên Chủ nhiệm Ủy ban Cách mạng tỉnh Quảng Đông (1972 - 1974).
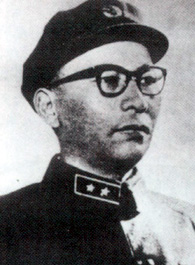
Lưu Hưng Nguyên (1908 - 1990), Trung tướng Giải phóng quân Nhân dân Trung Quốc, nguyên Bí thư Tỉnh ủy tỉnh Quảng Đông, nguyên Chủ nhiệm Ủy ban Cách mạng tỉnh Quảng Đông (1969 - 1972).
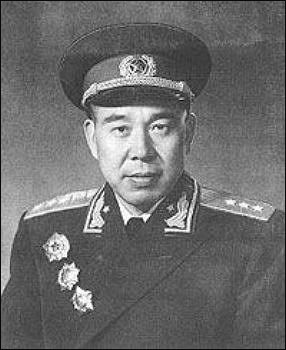
Hoàng Vĩnh Thắng (1910 - 1983), Thượng tướng Quân Giải phóng Nhân dân Trung Quốc, nguyên Ủy viên Bộ Chính trị Đảng Cộng sản Trung Quốc, nguyên Tổng tham mưu trưởng Bộ Tham mưu liên hợp Quân ủy Trung ương Trung Quốc, nguyên Bí thư Tỉnh ủy tỉnh Quảng Đông, Tỉnh trưởng Chính phủ Nhân dân tỉnh Quảng Đông (1968 - 1969).
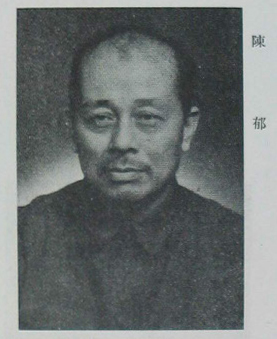
Trần Úc (1901 - 1974), nguyên Tỉnh trưởng Ủy ban Nhân dân tỉnh Quảng Đông (1961 - 1968).
Đào Chú (1908 - 1969), nguyên Ủy viên Bộ Chính trị Đảng Cộng sản Trung Quốc, nguyên Phó Tổng lý Quốc vụ viện, nguyên Trưởng Ban Tuyên truyền Ủy ban Trung ương Đảng Cộng sản Trung Quốc, nguyên Bí thư Tỉnh ủy tỉnh Quảng Đông, Tỉnh trưởng Chính phủ Nhân dân tỉnh Quảng Đông (1953 - 1957).
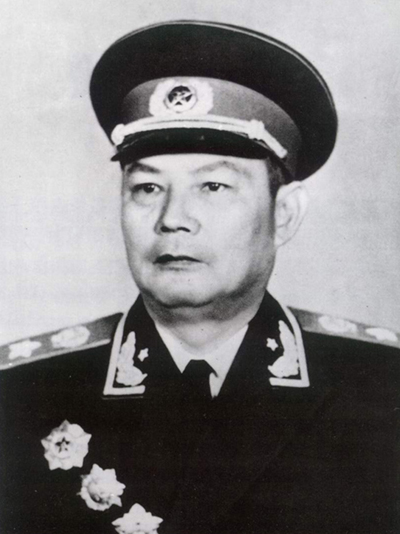
Diệp Kiếm Anh (1897 - 1986), Nguyên thủ quốc gia hạng cận tối cao (1978 - 1983), Thập đại Nguyên soái Cộng hòa Nhân dân Trung Hoa, nguyên Ủy viên trưởng Ủy ban Thường vụ Đại hội Đại biểu Nhân dân Toàn quốc, nguyên Ủy viên Ban Thường vụ Bộ Chính trị Đảng Cộng sản Trung Quốc (vị trí thứ hai), nguyên Bí thư Tỉnh ủy tỉnh Quảng Đông, nguyên Chủ tịch Chính phủ Nhân dân tỉnh Quảng Đông đầu tiền (1949 - 1953).

## Tên gọi khác của chức vụ Tỉnh trưởng Chính phủ Nhân dân

#### Chủ tịch Chính phủ Nhân dân tỉnh Quảng Đông (1949 - 1955)

Quảng Đông

- Diệp Kiếm Anh, nguyên Chủ tịch Chính phủ Nhân dân tỉnh Quảng Đông (1949 - 1953).
- Phương Phương, nguyên Chủ tịch Chính phủ Nhân dân tỉnh Quảng Đông (1952 - 1955).
- Đào Chú, nguyên Chủ tịch Chính phủ Nhân dân tỉnh Quảng Đông (1952 - 1955).

#### Tỉnh trưởng Ủy ban Nhân dân tỉnh Quảng Đông (1955 - 1967)
- Đào Chú, nguyên Tỉnh trưởng Ủy ban Nhân dân tỉnh Quảng Đông (1955 - 1957).
- Trần Úc, nguyên Tỉnh trưởng Ủy ban Nhân dân tỉnh Quảng Đông (1957 - 1967).
- Lâm Lý Minh, nguyên Tỉnh trưởng Ủy ban Nhân dân tỉnh Quảng Đông (1965).
- Hoàng Vĩnh Thắng, nguyên Tỉnh trưởng Ủy ban Nhân dân tỉnh Quảng Đông (1967 - 1968).

#### Chủ nhiệm Ủy ban Cách mạng tỉnh Quảng Đông (1968 - 1979)
- Hoàng Vĩnh Thắng, nguyên Chủ nhiệm Ủy ban Cách mạng tỉnh Quảng Đông (1968 - 1969).
- Lưu Hưng Nguyên, nguyên Chủ nhiệm Ủy ban Cách mạng tỉnh Quảng Đông (1969 - 1972).
- Đinh Thịnh, nguyên Chủ nhiệm Ủy ban Cách mạng tỉnh Quảng Đông (1972 - 1974).
- Triệu Tử Dương, nguyên Chủ nhiệm Ủy ban Cách mạng tỉnh Quảng Đông (1974 - 1975).
- Vi Quốc Thanh, nguyên Chủ nhiệm Ủy ban Cách mạng tỉnh Quảng Đông (1975 - 1979).

## Các lãnh đạo quốc gia Trung Quốc từng là Tỉnh trưởng Chính phủ Nhân dân tỉnh Quảng Đông

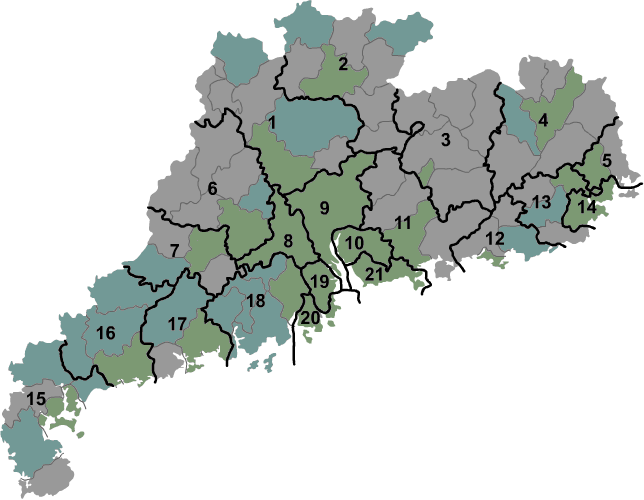
Bản đồ Quảng Đông

Quảng Đông là một tỉnh quan trọng của Trung Quốc, các chính khách gia quan trọng từng giữ vị trí Thủ trưởng hành chính tỉnh.
Trong quãng thời gian từ năm 1949 đến nay, Chính phủ Nhân dân tỉnh Quảng Đông từng có tới hai lãnh đạo quốc gia giữ vị trí Tỉnh trưởng Chính phủ Nhân dân tỉnh.
- Diệp Kiếm Anh (1897 - 1986), Nguyên thủ quốc gia hạng cận tối cao (1978 - 1983), Thập đại Nguyên soái Cộng hòa Nhân dân Trung Hoa, nguyên Ủy viên trưởng Ủy ban Thường vụ Đại hội Đại biểu Nhân dân Toàn quốc, nguyên Ủy viên Ban Thường vụ Bộ Chính trị Đảng Cộng sản Trung Quốc (vị trí thứ hai), nguyên Bí thư Tỉnh ủy tỉnh Quảng Đông, nguyên Phó Chủ tịch thứ nhất Đảng Cộng sản Trung Quốc, nguyên Phó Chú tịch Quân ủy Trung ương Trung Quốc, nguyên Tổng Thư ký Quân ủy Trung ương Trung Quốc, nguyên Bộ trưởng Bộ Quốc phòng Trung Quốc, nguyên Bí thư Phân cục Hoa Đông Trung ương Đảng Cộng sản Trung Quốc. Diệp Kiếm Anh còn được điều chuyển làm Thị trưởng Bắc Kinh những năm đầu. Về sau, từ 1985 - 1991, Tỉnh trưởng Chính phủ Nhân dân tỉnh Quảng Đông là Diệp Tuyến Bình, nguyên Phó Chủ tịch Ủy ban Toàn quốc Hội nghị Hiệp thương Chính trị Nhân dân Trung Quốc, con trai của Diệp Kiếm Anh.
- Triệu Tử Dương (1919 - 2005), lãnh đạo quốc gia, nguyên Tổng Bí thư Đảng Cộng sản Trung Quốc (1987 - 1989), nguyên Tổng lý Quốc vụ viện Cộng hòa Nhân dân Trung Hoa, nguyên Ủy viên Ban Thường vụ Bộ Chính trị Đảng Cộng sản Trung Quốc (1977 - 1989), nguyên Chủ nhiệm Ủy ban Cách mạng tỉnh Quảng Đông (1974 - 1975), nguyên Phó Chủ tịch thứ nhất Ủy ban Quân sự Trung ương Đảng Cộng sản Trung Quốc, nguyên Phó Chủ tịch Đảng Cộng sản Trung Quốc, nguyên Phó Chủ tịch Ủy ban Toàn quốc Hội nghị Hiệp thương Chính trị Nhân dân Trung Quốc.

Quảng Đông của có các nhà lãnh đạo cao cấp từng là Tỉnh trưởng Chính phủ Nhân dân tỉnh:
- Đào Chú (1908 - 1969), nguyên Ủy viên Bộ Chính trị Đảng Cộng sản Trung Quốc, nguyên Phó Tổng lý Quốc vụ viện, nguyên Trưởng Ban Tuyên truyền Ủy ban Trung ương Đảng Cộng sản Trung Quốc, nguyên Bí thư Tỉnh ủy tỉnh Quảng Đông, nguyên Bí thư Ban Bí thư Ủy ban Trung ương Đảng Cộng sản Trung Quốc.
- Hoàng Vĩnh Thắng (1910 - 1983), Thượng tướng Quân Giải phóng Nhân dân Trung Quốc, nguyên Ủy viên Bộ Chính trị Đảng Cộng sản Trung Quốc, nguyên Tổng tham mưu trưởng Bộ Tham mưu liên hợp Quân ủy Trung ương Trung Quốc, nguyên Bí thư Tỉnh ủy tỉnh Quảng Đông.
- Vi Quốc Thanh (1913 - 1989), Thượng tướng Quân Giải phóng Nhân dân Trung Quốc, nguyên Ủy viên Bộ Chính trị Đảng Cộng sản Trung Quốc, nguyên Phó Ủy viên trưởng Ủy ban Thường vụ Đại hội Đại biểu Nhân dân Toàn quốc, nguyên Bí thư Tỉnh ủy tỉnh Quảng Đông, nguyên Chủ nhiệm Tổng cục Chính trị Quân Giải phóng Nhân dân Trung Quốc, nguyên Phó Chủ tịch Ủy ban Toàn quốc Hội nghị Hiệp thương Chính trị Nhân dân Trung Quốc.
- Tập Trọng Huân (1913 - 2002), nguyên Ủy viên Bộ Chính trị Đảng Cộng sản Trung Quốc, nguyên Phó Tổng lý Quốc vụ viện, nguyên Phó Ủy viên trưởng thứ nhất Ủy ban Thường vụ Đại hội Đại biểu Nhân dân Toàn quốc, nguyên Bí thư Tỉnh ủy tỉnh Quảng Đông. Một người con trai của Tập Trọng Huân là Tập Cận Bình, đương nhiệm Tổng Bí thư Đảng Cộng sản Trung Quốc, Chủ tịch nước Cộng hòa Nhân dân Trung Hoa, lãnh đạo tối cao thứ năm của Trung Quốc.